# 新港街道 (广州市)
新港街道，是中华人民共和国广东省广州市海珠区下辖的一个乡镇级行政单位。

## 行政区划
新港街道下辖以下地区：
立新社区、穗华社区、海洋社区、江怡社区、怡乐社区、攀桂社区、南景社区、海康社区、祈乐社区、金雅社区、半岛社区、银禧社区、嘉仕社区和中大社区。

## 交通

### 地铁
- █广州地铁8号线：中大站
- █广州地铁10号线：滨江东路站